# Ugo Rossi
Ugo Rossi, né le 29 mai 1963 à Milan, est un homme politique italien, membre du parti Action depuis 2021. 
Il est président de la province autonome de Trente de 2013 à 2018 et de la région du Trentin-Haut-Adige de 2014 à 2016. 

## Biographie
Ugo Rossi est natif de Milan, de parents originaires d'Ossana en Val di Sole.
Chargé depuis 2008 de la Santé dans la province autonome de Trente, il est le candidat du centre-gauche, soutenu également par le Parti démocrate et l'Union pour le Trentin, aux élections provinciales du 27 octobre 2013. Il obtient 144 609 voix soit 58,12 % des voix ce qui lui permet de prendre la présidence de la province le 9 novembre suivant. Le 27 février 2014, il est en outre élu président de la région du Trentin-Haut-Adige. Son mandat se termine le 15 juin 2016.